# Koenigsegg Agera R
Koenigsegg Agera R — модификация гиперкара Koenigsegg Agera, которая работает как на бензине, так и на биотопливе E85. Автомобиль дебютировал в марте 2011 года в Женевском автосалоне с ливреей Speed Racer. Позиционируется как один из самых быстрых в мире автомобилей серийного производства. Автомобиль вошёл в десятку самых дорогих.

## Технические характеристики
Под капотом Agera R находится 5,0-литровый V8 с двойным турбонаддувом, адаптированный для использования биотоплива. Автомобиль способен выдерживать боковые перегрузки в 1,6 g. Вес автомобиля сведен к минимуму благодаря углеволоконному кузову и топливному баку из алюминиевых сот. Сухая масса составляет 1330 кг с распределением веса 45/55.
Переключение передач осуществляет 7-ступенчатый автомат с электронной блокировкой дифференциала. Максимальная скорость автомобиля ограничена в 375 км/ч, так как установленные шины Supersport фирмы Michelin способны выдерживать скорости только до 420 км/ч.

Однако инженер-разработчик Кристиан фон Кёнигсегг утверждает, что, при наличии более выносливых шин и отсутствии встречного ветра, на прямой трассе Agera R способна разогнаться до 440 км/ч.
Разгон:
- до 200 км/ч: 7,8 с
- до 300 км/ч: 14,53 с
- 0-200-0 км/ч: 12,7 с[3].

## Официальные мировые рекорды
2 сентября 2011 года гиперкар Koenigsegg Agera R в стандартной комплектации на 1115 л. с. установил 6 официальных мировых рекордов на тестовом полигоне Koenigsegg. В процессе тестирования были проведены заезды двух типов:
- 1-й тип 0-300 км/ч
- 2-й тип 0-322 км/ч

Также была испытана тормозная система автомобиля, что дало возможность установить ещё четыре рекорда. Во время тестов разгона-торможения гиперкара, автомобиль показал следующие результаты:
Время разгонов:
- 0-300 км/ч — 14,53 с.
- 0-322 км/ч — 17,68 с.

Время торможения:
- 300-0 км/ч — 6,66 с.
- 322-0 км/ч — 7,28 с.

Время разгона-торможения:
- 0-300-0 км/ч — 21,19 с.
- 0-322-0 км/ч — 24,96 с[4].

## Agera S
Выпущен специально для рынков, где топливо E85 было недоступно, и тем самым сделал функцию flexfuel Agera R, повышающую мощность, бессмысленной. Помимо отсутствия функции flexfuel Agera S обладала всеми функциями Agera R.
Несмотря на то, что модель Agera S не работает на высокооктановом биотопливе,  компании Koenigsegg все же удалось извлечь крутящий момент в 1100 Нм и полные 1030 л.с. из 5-литрового би-турбо V8 при работе на 98-октановом RON или 93-октановом DIN.
Agera S также был первым Koenigsegg, в котором были представлены поистине революционные колеса Koenigsegg, разработанные и произведенные с полым пространством из углеродного волокна Aircore. Agera S имел невероятную максимальную скорость более 400 км/ч. Он работал на обычном бензине и оснащался оптимизированным для бензина двигателем с двойным турбонаддувом.
- Разгон: 0-100 км/ч 2.9 Секунды
- Разгон: 0-200 км/ч 7,9 Секунд
- Разгон-Торможение: 0-200-0 км/ч 12.8 Секунд
- Разгон-Торможение: 0-300-0 км/ч 22,7 Секунды
- Дистанция Торможения: 30.5м (100-0 км/ч)
- Расход Топлива: Трасса: 12,5 л/100км
- Расход топлива; Смешанный цикл: 14,7 л/100км

Тираж автомобилей Koenigsegg Agera S составил 5 штук в период с 2012 по 2014г.

## Agera R Омана
Самый первый автомобиль из серии Agera R был заказан, изготовлен и доставлен для Королевской семьи Омана. Автомобиль окрашен в красный цвет, интерьер салона выполнен в чёрном исполнении. Руль автомобиля выполнен в круглой форме в отличие от рулевых колёс, устанавливаемых на серийной модели.

## Agera R' 2013
В 2012 году компания Koenigsegg представила обновленную версию Koenigsegg Agera R. Новый автомобиль получил приставку 2013 как обозначение года выпуска модели в серийное производство. В отличие от первой версии Agera R, обновлённая модель имеет восемь улучшений:
1. Наличие новых лёгких колёсных дисков из углеродного волокна сделанных инженерами компании по собственной разработке Aircore. Внутри диски полые и единственная металлическая часть это клапан. Это уменьшило на 20 кг неподрессорные массы.
2. У обеих моделей Agera и Agera R установленные новые гильзы цилиндров покрытые нанопокрытием, что позволяет уменьшить трение и как следствие расход топлива.
3. Разработана собственная система управления топливом, обеспечивающая дополнительную функциональность и соответствующая протоколу OBD II (для диагностики автомобилей).
4. Было проведено увеличение мощности двигателя с 1115 до 1140 л. с. при работе на биотопливе Е85, и повышены обороты двигателя с 6900 до 7100 об./мин. Крутящий момент в 1000 Н·м стал достигаться в пределах 2700-7300 об./мин. Максимальный крутящий момент составляет 1200 Н·м при 4100 об./мин.
5. Совместно с Ohlins Racing была разработана уникальная подвеска Triplex, которая с 2013 года  устанавливается на базовую версию Agera R.
6. КЭС (электронная система стабилизации) стала стандартом для всех моделей Koenigsegg.
7. Для версии Agera R была разработана облегченная выхлопная система и увеличена производительность заднего диффузора.
8. Изменённые боковые передние крылья нового Agera R добавляют 200 н прижимной силы на скорости 250 км/ч и значительно снижают сопротивление[7].

Koenigsegg Agera R поставляется на специальных шинах Michelin. В качестве заводской заливки автомобилей Koenigsegg используются моторные масла Valvoline.